# Jeg skyder en elefant
Jeg skyder en elefant (originaltitel Shooting an Elephant) er en novelle af George Orwell fra 1938, hvori Orwell fortæller om dengang, han som politimand i Imperial Indian Police skød en elefant i det britisk-kontrollerede Burma i 1936

## Kontekst
Storbritannien erobrede Burma over periode på 62 år (1824-1886, hvor tre krige mellem englænderne og burmeserne fandt sted, og Burma blev indlemmet i Storbritanniens indiske imperium. Burma blev administreret som en provins i Indien indtil 1937, hvor landet blev en separat, selvstyrende koloni – selvstændighed blev opnået som et resultat af Aung San-Attlee-aftalen. Aung San blev snigmyrdet inden Burma opnåede sin selvstændighed 4. januar 1948
Orwell var ansat i The British Imperial Police fra 1922 til 1927. Han var tvunget til at håndhæve love, som han dybest set var uenig i, hvilket fik hans afsky for totalitære regimer til at vokse. Efter af have forladt politiet rejste han tilbage til England, hvor han beskrev de fattiges vilkår i bl.a. Paris og London på vrangen (originaltitel Down and Out in Paris and London)

## Synopsis
I Moulmein er hovedpersonen og fortælleren politibetjent i en tid med intense anti-europæiske følelser blandt lokalbefolkningen. Selvom hele hans sympati er med burmeserne, er han nødt til at udføre sin officielle pligt som repræsentant for den undertrykkende, imperialistiske magt. Derfor bliver han konstant generet af burmeserne, især af de buddhistiske munke, som han kalder "de værste af dem alle sammen".
Efter at være blevet tilkaldt fordi en tam elefant er gået amok, tager fortælleren af sted bevæbnet med sin riffel til basaren, hvor elefanten er blevet set. Da han kommer til det fattige kvarter i byen, får han modstridende rapporter om elefanten og overvejer at tage af sted igen, da han tror, at episoden er et svindelnummer. Han ser så en landsbykvinde løbe efter nogle børn, der kigger på liget af en inder, som elefanten har trampet ihjel. Han får fat i sin riffel og fulgt af en menneskemængde tager han hen til den mark, hvor elefanten er stoppet op for at græsse.
Fortælleren tog oprindeligt riffelen med for at kunne beskytte sig selv, og da han ser, at elefanten nu tydeligvis er helt fredelig, ved han, at han ikke burde skyde den. Men han er også klar over, at menneskemængden forventer, at han skyder den, og det går op for ham, at han er blevet fanget i en fælde af mængdens forventninger og sin egen frygt for at se fjollet ud. Det går også op for ham, at hvis ét imperium slavebinder et andet, så placerer det sig selv i en magtposition, det ikke kan slippe ud af. Han ved, at hvis han beslutter sig til at nærme sig elefanten for at bedømme dens humør, og hvis han fejlbedømmer det, vil hans elendige evner som skytte helt sikkert resultere i hans død – muligvis til menneskemængdens store glæde. Han indser, at han er nødt til at skyde elefanten.
Han sigter på det sted, hvor han mener elefantens hjerne er, skyder og bringer elefanten i knæ. Efter det tredje skud falder elefanten omkuld. Den er stadig i live, og fortælleren fortsætter med at skyde – uden held til at dræbe elefanten. Da han ikke kan holde dyrets lidelser ud, går han sin vej, og han hører senere, at det tog elefanten en halv time at dø og at menneskemængden i den tid nærmest flåede den levende og skar kød ud. Hændelsen efterlader fortælleren med en dyb afsky for enhver form for jagt og en dyb erkendelse af sin egen rolle i undertrykkelsens magtfulde maskineri.

## Symbolik
Som anti-imperialist lader Orwell fortælleren give utvetydigt udtryk for sin modstand mod kolonimagten Storbritannien. :"For på den tid havde jeg allerede gjort op med mig selv, at imperialismen var af det onde […] I teorien […] var jeg for burmeserne og ubetinget imod deres undertrykkere, englænderne." Fanget af situationen tilføjer han, at "[d]et eneste jeg vidste, var, at jeg sad fast mellem mit had til det imperium, jeg tjente […] I virkeligheden var jeg bare en absurd marionet, der blev trukket frem og tilbage af viljen i de gule ansigter bagved." Fortælleren indser, at det at han er tvunget til at skyde elefanten illustrerer hegemoniens indbyggede problem: "[N]år den hvide mand bliver tyran, så er det hans egen frihed, han ødelægger." Udover at essayet plæderer for imperialismens ophør, appellerer det ironisk nok også til englænderne om at ophøre med at være en kolonimagt for at bevare deres egen frihed.
Den engelske politiske teoretiker Bernard Crick, som har skrevet en biografi om Orwell (George Orwell: A Life), rejser tvivl om det rent faktisk var Orwell selv, der skød elefanten. Der eksisterer ingen uafhængige rapporter om hændelsen, hvilket er usædvanligt, når man tager i betragtning, at værdifuld ejendom blev ødelagt (i essayet skriver Orwell: "I levende live var elefanten mindst hundrede pund værd"). Peter Davison, der har redigeret Orwells samlede værker, nævner et interview med George Stuart, der var en af Orwells samtidige i Burma, som sagde, at Orwell blev overflyttet til Katha som straf for at have skudt en elefant. Davison nævner også et udklip fra avisen Rangoon Gazette fra den 22. marts 1926, hvori der står, at en Major E. C. Kenny skød en elefant under lignende omstændigheder.

Denne artikel er en oversættelse af artiklen Shooting an Elephant på den engelske Wikipedia. Oversættelsen tager i sin sprogbrug desuden udgangspunkt i den danske udgave af Jeg skyder en elefant i I hvalfiskens bug og andre essays (Gyldendal 1984), oversat af Johannes Riis.